# Дрезденское восстание
Майское восстание в Дрездене — восстание 3—9 мая 1849 года в Дрездене, столице Саксонии, ставшее одним из завершающих событий как Мартовской революции в Саксонии, так и революции 1848—1849 годов в германских государствах в целом.
Король Саксонии Фридрих Август II отказался подписать принятую в марте 1849 года Франкфуртским национальным собранием конституцию и распустил саксонский парламент. Советники городов Саксонии в публичных выступлениях пытались убедить короля принять конституцию. Муниципальная гвардия была на их стороне и против короля, также требуя принятия конституции. Король оставался непреклонным и просил их подчиниться. Это увеличило напряжение и вынудило короля вызвать прусские войска. Вспыхнули беспорядки. 
3 мая муниципальной гвардии было приказано отступить, но члены городского совета организовали из них оборонительные отряды, чтобы остановить запланированную прусскую интервенцию. По мере того как гнев местных жителей рос, правительство отступило к замку и цейхгаузу, защищаемым саксонскими войсками. Восставшие смогли взять штурмом цейхгауз и здание парламента, а также приступили к возведению баррикад на улицах старой части города; утром 4 мая король и члены его семьи укрылись в крепости Кёнигштайн.
Три члена распущенного демократического парламента стали лидерами революции: Самуэль Чирнер, Карл Готтельф Тодт и Отто Хойбнер, сформировавшие временное правительство. Большую часть восставших составляли рабочие Дрездена и окрестных городов и представители мелкой буржуазии, также в рядах повстанцев имелось некоторое количество рабочих Лейпцига и Хемница, шахтёров из Фрейберга и крестьян. Участвовали в восстании также Стефан Борн и русский революционер Михаил Бакунин.
7 мая саксонская армия при поддержке прусских сил, возглавляемых генералом Фридрихом фон Вальдерзее, начала наступление на город. Они планировали окружить повстанцев и загнать их в угол на Альтмаркте (Старом рынке), но количество баррикад (108) заставило их сражаться за каждую улицу и даже за каждый дом. К 9 мая силы восставших были разбиты. Большинство повстанцев (1800 человек) были вынуждены бежать.
Потери восставших точно неизвестны: они составили, по разным данным, порядка 190—250 убитых и около 400—500 раненых, причём некоторые погибшие не были дрезденцами. Суммарные потери саксонских и прусских войск составили 31 убитого и 94 раненых. Впоследствии многие выжившие участники восстания были приговорены судами к смертной казни или пожизненному заключению. Саксонское правительство арестовало Бакунина , но Чирнеру, Хойбнеру и Тодту удалось бежать.